# Камариха
Камариха (устар. Комариха) — река в Московской области России, левый приток Яхромы.
Длина реки — 11 км. Протекает в северном направлении в юго-восточной части Дмитровского района. Впадает в Яхрому в 4,7 км от её устья, в 7 км выше места пересечения ею канала имени Москвы, где покрытые лесом моренные холмы наряду с глубоко врезанными долинами создают атмосферу нетронутого уголка дикой природы, отчего река очень популярна у туристов.
Питание в основном происходит за счёт талых снеговых вод. Замерзает в середине ноября, вскрывается в середине апреля:7—8.
На реке расположены населённые пункты Мелихово, Сазонки, Сурмино, Коверьянки, Гришино, Хорьяково, Новинки, Сычевки и Нерощино.